# Sawwa Tuptalo

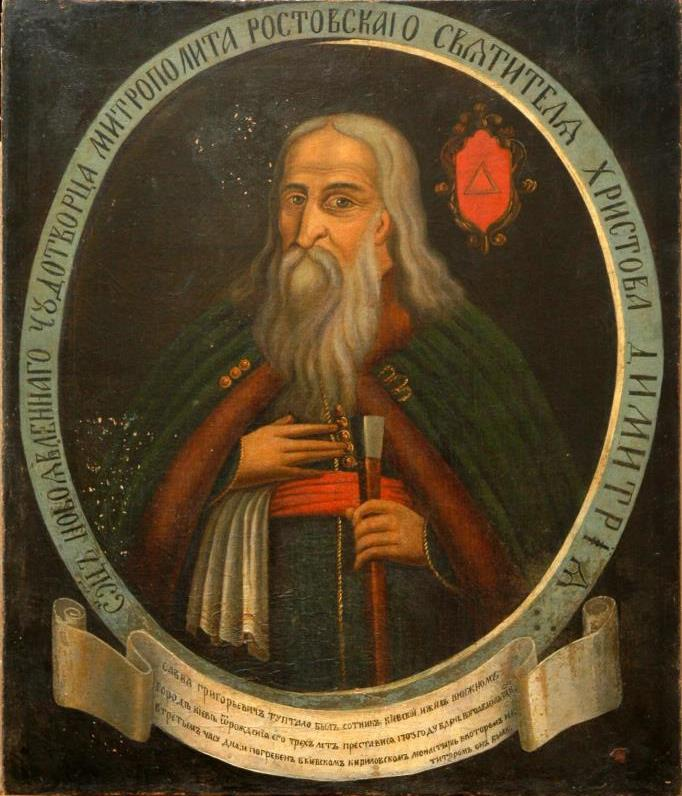

Sawa Grigorowitsch Tuptalo (russisch Савва Григорьевич Туптало, ukrainisch Сава Григорович Туптало; * um 1599 in Makarow, damals Polen-Litauen, heute Oblast Kiew, Ukraine; † 6. Januar 1703 in Kiew, Zarentum Russland) war ein Anführer der Kosaken während des Chmelnizkij-Aufstandes und Philantrop.

## Leben und Werk
Tuptalo wurde um 1599 in der damals zu Polen-Litauen gehörenden Stadt Makarow geboren. Er stammte aus dem Adelsgeschlecht der Sawitsch.
Tuptalo trat 1649 in das Saporosher Kosakenheer ein.
Während des Chmelnizkij-Aufstandes war Tuptalo zunächst als einfacher Kosake. Zwischen 1649 und 1670 nahm er an fast allen Schlachten des Aufstandes teil. Später wurde er zum Anführer der Makarower Kosakenhundertschaft gewählt, danach war er dann Anführer der Kiewer und Makarower Hundertschaft des Kiewer Kosakenregimentes. In der Schlacht von Byschew wurde er von den Polen gefangen genommen und vom polnischen König Jan Sobielski als Diplomat eingesetzt. Ziel Sobielskis war es, den Aufstand zu beenden und den Hetman der rechtsufrigen Ukraine, Petro Doroschenko, als Verbündete gegen die Osmanen zu gewinnen.
1660 kehrte er nach Kiew und in den Dienst des Kosakenheeres zurück.
Als 1660 die polnischen Herren in seine Geburtsstadt zurückkehrten, war er gezwungen den Wohnsitz seiner Familie nach Kiew zu verlegen. Tuptalo war wohlhabend. Um 1684 war er Zolleintreiber für den Brückenzoll über den Fluss Irpen. Die Familie Tuptalo gals als großzügiger Spender für die Orthodoxe Kirche. Er spendete für die Mohyla-Akademie und die Kirche des heiligen Kyrill in Kiew. Seinen Hof und sein Haus aus seinem Nachlass stiftete er der Nikola-Pritiska-Kirche. Bereits 1687 war er Stifter des Klosters des heiligen Kyrill in Kiew geworden. Er war ebenfalls Stifter des Kloster des heiligen Nikolaus von Jordanien in Kiew, in dem aufeinanderfolgend drei seine Töchter Hegumene waren.
Tuptalo kaufte im Stadtviertel Podol das „steinerne Haus Tuptalos“, ein im Stil der deutsch-polnischen Architektur des 17. Jahrhunderts erbautes Gebäude. Das Haus wurde 1836 abgerissen.
Tuptalo hatte drei Töchter und einen Sohn, Dmitri von Rostow. Alle seine Kinder waren sehr religiös und legten das Gelübde als Nonne bzw. Mönch ab.
Tuptalo starb im Januar 1703 im Alter von 103 Jahren. Sein Grab befindet sich in der Kirche des heiligen Kyrill neben dem Aufgang zum Chor. Neben ihm ist seine bereits 1686 verstorbene Frau Maria Michailowna begraben, zu seinem Füßen seine älteste Tochter. Seine beiden jüngeren Töchter äußerten ebenfalls den Wunsch, in der Kirche des heiligen Kyrill begraben zu werden, ihre Gräber konnte aber bislang weder archäologisch, noch dokumentarisch nachgewiesen werden.

## Wappen
Tuptalos Familie führte ein eigenes Wappen, das auf den im Nationalen Kunstmuseum der Ukraine ausgestellten Porträts zu sehen ist. Das Wappen ist rot und zeigt den griechischen Buchstaben „Delta“. Tuptalos Wappen zeigt zusätzlich noch den Buchstaben „Sigma“, das seines Sohnes den Buchstaben „Rho“.

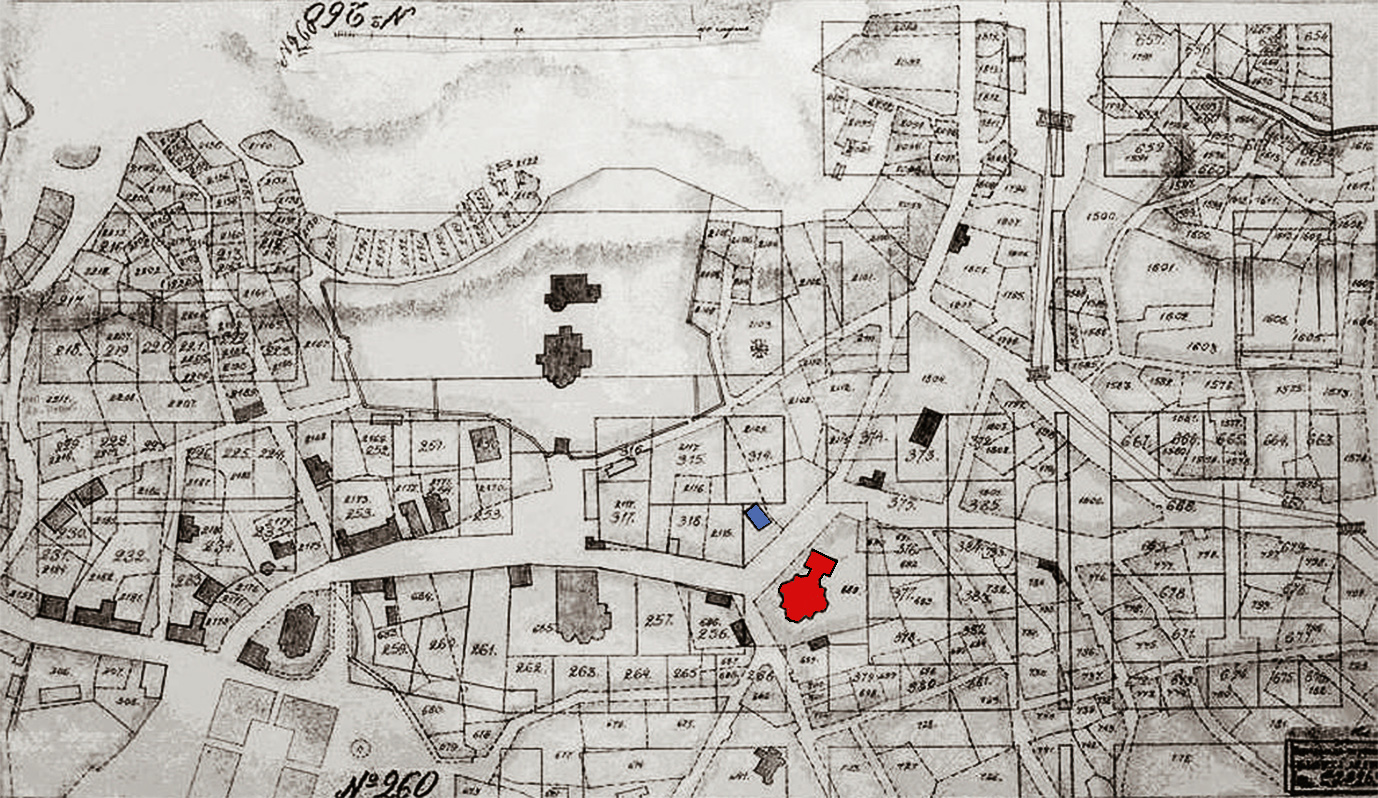
Das steineren Haus Tuptalos (blau) im Stadtplan des Podol von 1812
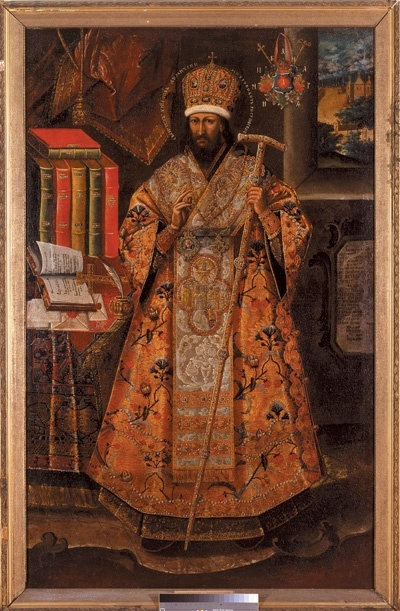
Dmitri von Rostow